# Marijn van den Berg
Marijn van den Berg (De Meern, 19 luglio 1999) è un ciclista su strada olandese che corre per il team EF Education-EasyPost..
È il fratello minore di Lars van den Berg, anch'egli ciclista.

## Palmarès

### Strada
- 2018 (Delta Cycling Rotterdam, una vittoria)

6ª tappa Olympia's Tour (Dreumel > Beneden-Leeuwen)
- 2019 (Metec-TKH Continental Cyclingteam p/b Mantel, una vittoria)

2ª tappa Carpathian Couriers Race (Tarnów > Nowy Sącz)
Classifica generale Carpathian Couriers Race
- 2021 (Groupama-FDJ Continental Team, sette vittorie)

Grand Prix Adria Mobil
1ª tappa Alpes Isère Tour (Charvieu-Chavagneux > Charvieu-Chavagneux)
1ª tappa Orlen Nations Grand Prix (Białystok > Białystok)
2ª tappa Orlen Nations Grand Prix (Białystok > Białystok)
Classifica generale Orlen Nations Grand Prix
3ª tappa Tour de l'Avenir (Château-Thierry > Donnemarie-Dontilly)
5ª tappa Tour de l'Avenir (Tomblaine > Bar-sur-Aube)
- 2023 (EF Education-EasyPost, tre vittorie)

Trofeo Alcúdia-Port d'Alcúdia
1ª tappa Route d'Occitanie (Narbonne > Gruissan)
5ª tappa Giro di Polonia (Pszczyna > Bielsko-Biała)
- 2024 (EF Education-EasyPost, quattro vittorie)

4ª tappa Volta Ciclista a Catalunya (Sort > Lleida)
1ª tappa Région Pays de la Loire Tour (Fontenay-le-Comte > Saint-Jean-de-Monts)
4ª tappa Région Pays de la Loire Tour (Marolles-les-Braults > Le Mans)
Classifica generale Région Pays de la Loire Tour
- 2025 (EF Education-EasyPost, due vittorie)

Trofeo Alcúdia-Port d'Alcúdia
2ª tappa Route d'Occitanie (Gignac Vallée de L'Herault > Carmaux Ségala)

#### Altri successi
- 2019 (Metec-TKH Continental Cyclingteam p/b Mantel)

Classifica a punti Carpathian Couriers Race
Classifica giovani Carpathian Couriers Race
- 2020 (Metec-TKH Continental Cyclingteam p/b Mantel)

1ª tappa Orlen Nations Grand Prix (Rzeszów, cronosquadre)
- 2021 (Groupama-FDJ Continental Team)

2ª tappa Tour de l'Avenir (Laon > Laon, cronosquadre)
Classifica a punti Tour de l'Avenir
Classifica giovani À Travers les Hauts-de-France
- 2023 (EF Education-EasyPost)

Classifica a punti Région Pays de la Loire Tour
Classifica a punti Route d'Occitanie
- 2024 (EF Education-EasyPost)

Classifica a punti Région Pays de la Loire Tour

## Piazzamenti

### Grandi Giri
- Tour de France

2024: 109º
2025: non partito (10ª tappa)
- Vuelta a España

2023: 126º

### Classiche monumento
- Milano-Sanremo

2024: 59º
- Giro delle Fiandre

2024: 54°
2025: non partito
- Parigi-Roubaix

2023: 72º

### Competizioni mondiali
- Campionati del mondo

Bergen 2017 - In linea Junior: 64º
Yorkshire 2019 - In linea Under-23: 55º
Fiandre 2021 - In linea Under-23: 59º

### Competizioni europee
- Campionati europei

Alkmaar 2019 - In linea Under-23: 21º
Plouay 2020 - In linea Under-23: 46º
Trento 2021 - In linea Under-23: 8º